# MTV Europe Music Award al mejor artista polaco
La siguiente es una lista de los ganadores y nominados por el MTV Europe Music Award de Mejor artista polaco.

## 2000s
| Año  | Ganador        | Nominados       |
| ---- | -------------- | --------------- |
| 2000 | Kazik          | - Myslovitz     |
| 2001 | Kasia Kowalska | - Smolik        |
| 2002 | Myslovitz      | - Wilki         |
| 2003 | Myslovitz      | - Smolik        |
| 2004 | Sistars        | - Trzeci Wymiar |
| 2005 | Sistars        | - Zakopower     |
| 2006 | Blog 27        | - Virgin        |
| 2007 | Doda           | - O.S.T.R.      |
| 2008 | Feel           | - Hey           |
| 2009 | Doda           | - Jamal         |

## 2010s
| Año  | Ganador           | Nominados                                     | Prenominados                                                              |
| ---- | ----------------- | --------------------------------------------- | ------------------------------------------------------------------------- |
| 2010 | Afromental        | - Tede                                        |                                                                           |
| 2011 | Ewa Farna         | - Myslovitz                                   |                                                                           |
| 2012 | Monika Brodka     | - The Stubs                                   |                                                                           |
| 2013 | Bednarek          | - Margaret                                    |                                                                           |
| 2014 | Dawid Kwiatkowski | - Grzegorz Hyży - Artur Rojek - Mrozu - Jamal | - Dawid Podsiadło - Ewelina Lisowska - Ewa Farna - Honorata Skarbek-Honey |